# (400241) 2007 JX44
(400241) 2007 JX44 es un asteroide perteneciente al cinturón de asteroides, descubierto el 11 de mayo de 2007 por el equipo del Mount Lemmon Survey desde el Observatorio del Monte Lemmon, Arizona, Estados Unidos.

## Designación y nombre
Designado provisionalmente como 2007 JX44.

## Características orbitales
2007 JX44 está situado a una distancia media del Sol de 2,251 ua, pudiendo alejarse hasta 2,607 ua y acercarse hasta 1,894 ua. Su excentricidad es 0,158 y la inclinación orbital 6,845 grados. Emplea 1233,57 días en completar una órbita alrededor del Sol.

## Características físicas
La magnitud absoluta de 2007 JX44 es 18.